# Abborrtjärnen (Los socken, Hälsingland, 685020-145776)
Abborrtjärnen är en sjö i Ljusdals kommun i Hälsingland och ingår i Ljusnans huvudavrinningsområde.